# Полярен вихър
Полярният вихър е област с ниско налягане, намираща се близо до един от земните полюси. Съществуват два полярни вихъра в земната атмосфера: над Северния и над Южния полюс. Всеки полярен вихър е постоянна, мащабна област с ниско налягане, имаща диаметър не по-малко от 1000 km и въртяща се срещу часовниковата стрелка при Северния полюс и по часовниковата стрелка при Южния полюс, тоест и двата полярни вихъра се въртят на изток около полюсите. Както и при останалите циклони, тяхното въртене се задвижва от ефекта на Кориолис. Основите на двата вихъра се намират в средната и горната тропосфера и се разпростират до стратосферата. Под тях е разположена голяма маса от студен и плътен полярен въздух.
Зоната между масата от студен сух въздух при полюса и масата с по-топъл влажен въздух определя местоположението на полярния фронт. Полярният фронт обикновено се центрира около 60° географска ширина. Полярният вихър се засилва през зимата и отслабва през лятото, поради зависимостта му от температурната разлика между екватора и полюсите.
Вихрите отслабват и се засилват в зависимост от годината. Когато арктическият вихър е силен, той е ясно дефиниран, а арктическият въздух е задържан. Когато е по-слаб, което се случва по-често, той се разпада на два или повече вихри. Когато е много слаб, потокът от арктичен въздух става все по-дезорганизиран и маси от студен полярен въздух могат да се насочат към екватора, донасяйки със себе си бързи и резки спадове в температурата. Когато полярният вихър е силен, се наблюдава един-единствен вихър със струйно течение, което е ясно ограничено близо до полярния фронт. Когато северният вихър отслабне, той се разделя на два по-малки вихъра, по-мощният от които се намира близо до Бафинова земя (Канада), а другият – над североизточната част на Сибир Антарктическият вихър в Южното полукълбо е област с ниско налягане, намираща се близо до шелфовия ледник Рос, близо до 160° западна географска дължина. Когато полярният вихър е силен, западните ветрове в умерения пояс се засилват и стават по-упорити. Когато полярният вихър е слаб, областите с високо налягане в умерените географски ширини могат да се разпространят към полюсите, измествайки полярния вихър, струйното течение и полярния фронт към екватора. Наблюдава се отклонение на струйното течение на юг. Това бързо довежда студен сух въздух при топлия влажен въздух на умерените ширини, при което се поражда бърза и драстична промяна в метеорологичните условия.
В границите на полярните вихри възниква изтъняване на озоновия слой, особено в Южното полукълбо, което достига максимума си през пролетта.

## История
Полярният вихър за пръв път е описан през 1853 г. Внезапното стратосферно затопляне на феномена се развива през зимата в Северното полукълбо и е открито през 1952 г. с наблюдения чрез радиосонди на височина над 20 km. Феноменът е често споменаван в новините по време на мразовете в Северна Америка през 2013 – 2014 г., като така терминът се популяризира като обяснение за много ниски температури.
Счита се, че студовете, които обхващат голяма част от САЩ и Канада в края на януари 2019 г., са причинени от полярен вихър. Около 21 души умират в САЩ вследствие на измръзване. Щатите в Средния Запад на САЩ са ударени от вятърни пориви, достигащи до -45 °C, което е сравнимо с температурите в антарктическата тундра.

## Разпознаване
Полярните циклони са зони с ниско налягане, внедрени в полярните въздушни маси, и съществуват целогодишно. Стратосферният полярен вихър се развива при географски ширини отвъд субтропичното струйно течение. Хоризонтално, повечето полярни вихри имат радиус по-малък от 1000 km. Тъй като те съществуват от стратосферата до средата на тропосферата, различни нива на височина/налягане се използват за отбелязване на местоположението им. Най-често се използва нивото с налягане от 50 mb за определяне на стратосферното им местонахождение. При тропопаузата, обхватът на затворените контури на потенциалната температура може да се използва за определяне на мощността на вихъра. Среща се и използването на нива на налягане до 500 hPa (5460 m над морското равнище) за разпознаване на полярния вихър.

## Продължителност и мощност
Полярните вихри са най-слаби през лятото и най-мощни през зимата. Външнотропическите циклони, които се придвижвам към по-големите географски ширини, когато полярният вихър е слаб, могат да го разстроят, създавайки по-малки вихри в полярната въздушна маса. Тези отделни вихри могат да просъществуват над месец.
Вулканични изригвания в тропиците могат да доведат до силни полярни вихри през зимата до две години след събитието. Мощността и местоположението на полярния вихър оформя въздушните потоци в обширен район около него. Показател, който се използва в Северното полукълбо за измерване на големината му, е арктическата осцилация.
Антарктическият полярен вихър е по-ясно изразен и по-постоянен от арктическия. В Арктика, разпределението на земните маси на големите географски ширини поражда вълни на Росби, които допринасят за разпадането на полярния вихър, докато в Антарктида вихърът е по-малко обезпокояван. Ускоряването и стихването на полярния вихър се задвижва от движението на масите и трансфера на топлина в полярния район.
Разпадането на северния полярен вихър се случва между средата на март и средата на май. Това събитие обозначава прехода от зимата към пролетта и има влияние върху кръговрата на водата, вегетационния период на растенията и общата продуктивност на екосистемата. Времето на този преход също въздейства на морския лед, озона, температурата на въздуха и облачността. Зоналните средни температури, вятърът и геопотенциалната височина проявяват различни отклонения от нормалните си стойности преди и след по-ранното разпадане на вихъра, докато отклоненията остават едни и също преди и след по-късното му разпадане. Учените свързват закъсняването на разпадането на арктическия полярен вихър със съкратяване на дейността на планетарните вълни, по-малкото стратосферни внезапни затопляния и изтъняването на озоновия слой. Внезапното стратосферно затопляне е свързано с отслабени полярни вихри. Това затопляне не стратосферния въздух може да обърне посоката на циркулация на арктическия полярен вихър. Тези промени в горните слоеве на въздуха водят до промени в тропосферата отдолу. Пример за влияние върху тропосферата е промяната на скоростта на теченията в Атлантическия океан. Процесът започва южно от Гренландия на място, понякога наричано „Ахилесовата пета на Северния Атлантик“. Леко затопляне или захлаждане, идващо от полярния вихър, може да промени Северноатлантическото течение и скоростта на други океански течения. Тъй като всички други океани зависят от движението на топлината в Атлантика, климатът на цялата планета може да бъде повлиян. Отслабването или засилването на полярния вихър може да промени морските течения на дълбочина до километър под вълните. Засилването на интензивността на полярния вихър води до промени в относителната влажност, докато сух стратосферен въздух навлиза в сърцевината на вихъра.
Понякога, част от полярния вихър може да се откъсне преди края на последния период на затопляне. Ако е достатъчно голяма, тази част може да се придвижи към умерените ширини. Това отклонение от полярния вихър може да възникне вследствие на изместване на полярното струйно течение. Понякога, въздушната маса с високо налягане, наречена Гренландски блок, може да накара полярния вихър да се отклони на юг, вместо да следва нормалната си траектория над Северния Атлантик.

## Промяна на климата
Изследване от 2001 г. открива, че стратосферната циркулация може да има неочакван ефект върху метеорологичните режими. В същата година изследователите откриват статистическа връзка между слабите полярни вихри и внезапните студени вълни в Северното полукълбо. В следващите години учените идентифицират взаимодействия с отдръпването на ледовете на Северния ледовит океан, понижената снежна покривка, моделите на евапотранспирация и други метеорологични аномалии, които са свързани с полярните вихри и струйните течения. Въпреки това, тъй като тези наблюдения се считат за краткосрочни (започвайки само преди 13 години), за заключенията съществуват значителни съмнения. Климатологичните наблюдения изискват поне няколко десетилетия, за да може категорично да се разграничи природната изменчивост от климатичните тенденции.
Общият консенсус е, че понижените снежна покрива и морски ледове отразяват по-малко слънчева светлина, от което изпарението и транспирацията се повишават, което на свой сред променя градиента на налягането и температурата в полярния вихър, карайки го да отслабне и да се разпадне. Това се вижда ясно, когато амплитудите на струйните течения се увеличават (меандрират) в Северното полукълбо, водейки до разпространението на вълни на Росби на юг, които пренасят по-топъл въздух към Северния полюс и по-студен полярен въздух към умерените ширини. Амплитудата на струйното течение се увеличава с намаляване силата на полярния вихър, при което се увеличава шанса от блокиране на дадена метеорологична система.

## Изтъняване на озоновия слой
Химията на антарктическия полярен вихър е довела до значително изтъняване на озоновия слой. Азотната киселина в полярните стратосферни облаци реагира с хлорофлуоровъглероди, образувайки хлор, който катализира фотохимичното разрушаване на озона. Концентрацията на хлор се покачва по време на полярната зима, а разрушаването на озона е най-интензивно при възстановяване на слънчевата светлина през пролетта. Тези облаци могат да се образуват само при температури под -80 °C. Тъй като въздушният обмен е по-голям между Арктика и умерените ширини, изтъняването на озоновия слой в Северното полукълбо е много по-слабо, отколкото в Южното.

## Извън Земята
Други астрономически обекти също могат да имат полярни вихри. Такива са планетите Венера (по два полярни вихъра на полюс), Марс, Юпитер, Сатурн и спътникът на Сатурн, Титан. Южният полюс на Сатурн е единственият познат случай в Слънчевата система на горещ полярен вихър.